# Louis Guillouet d’Orvilliers

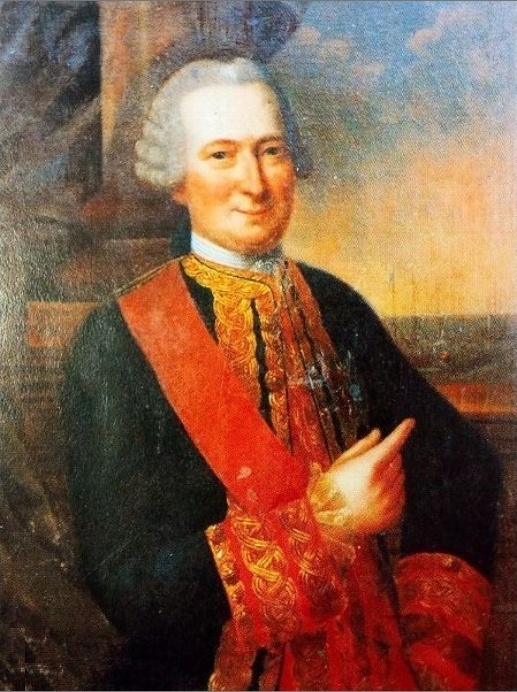
Louis Guillouet d’Orvilliers

Louis Guillouet, comte d’Orvilliers (* 1710 in Moulins, Allier; † 1792 ebenda) war ein französischer Adliger und Marineoffizier, zuletzt im Rang eines Lieutenant-général.

## Leben
D’Orvilliers verbrachte den größten Teil seiner Kindheit in Cayenne, der Hauptstadt der französischen Kolonie Französisch-Guayana, wo sein Vater Gouverneur war. Im Jahre 1723, als er fünfzehn Jahre alt war, wurde er Mitglied des Infanterieregiments der Kolonie und wurde sehr schnell zum Leutnant befördert. 1728 ließ er sich zur Marine transferieren. 1756, als er bereits das Kapitänspatent hatte, befehligte er eines der Schiffe, die unter der Leitung von Roland-Michel Barrin de La Galissonière nach Menorca entsandt wurden. Er war später an Kriegshandlungen in der Nähe von Santo Domingo und den Antillen beteiligt und wurde 1764 zum Chef d’Escadre befördert.
1777 begann Frankreich die amerikanischen Kolonien in ihrem Bestreben um Unabhängigkeit von Großbritannien zu unterstützen. D’Orvilliers wurde zum Lieutenant-général ernannt und sollte die britische Marine im Atlantischen Ozean abfangen. Sein größter Erfolg war ein Seegefecht am 27. Juli 1778 vor der bretonischen Küste (Erstes Seegefecht bei Ouessant), als es ihm gelang, den Angriff eines britischen Geschwaders unter Admiral Augustus Keppel aufzuhalten. Im folgenden Jahr gelang es ihm jedoch nicht, die britischen Hafenstädte Portsmouth und Plymouth einzunehmen. Obwohl dafür im Wesentlichen das Wetter und eine Krankheitswelle unter den Seeleuten verantwortlich waren, wurde er dafür kritisiert. Er legte daraufhin sein Kommando nieder. Nach dem Tod seiner Frau lebte er zunächst in Paris. Er kehrte später an seinen Geburtsort Moulins zurück, wo er 1792 starb.

## Nachfahren
Zu seinen Nachfahren zählt Hugues Duroy de Chaumareys, einer der berüchtigtsten Kapitäne der französischen Segelschiffzeit. De Chaumareys absolvierte einen Teil seiner Ausbildung unter seinem älteren Verwandten und machte nicht zuletzt wegen der Beziehung zu ihm Karriere. Nach der Französischen Revolution befehligte er allerdings nie wieder ein Schiff, bis ihn 1816 die neue Bourbonen-Regierung damit beauftragte, einen Schiffsverband von Rochefort nach Saint Louis zu leiten. Dabei kam es wegen der Inkompetenz des Kapitäns zur Strandung der Fregatte Méduse, bei der sich unter anderem 157 Passagiere und Besatzungsmitglieder auf ein notdürftig zusammengezimmertes Floß retten mussten. Chaumareys ließ es zu, dass dieses steuerungsunfähige und nicht hinreichend mit Wasser und Lebensmittel versorgte Floß seinem Schicksal überlassen wurde, was zum Tod von 140 der Passagiere führte.